# Franziskanerkloster Passau

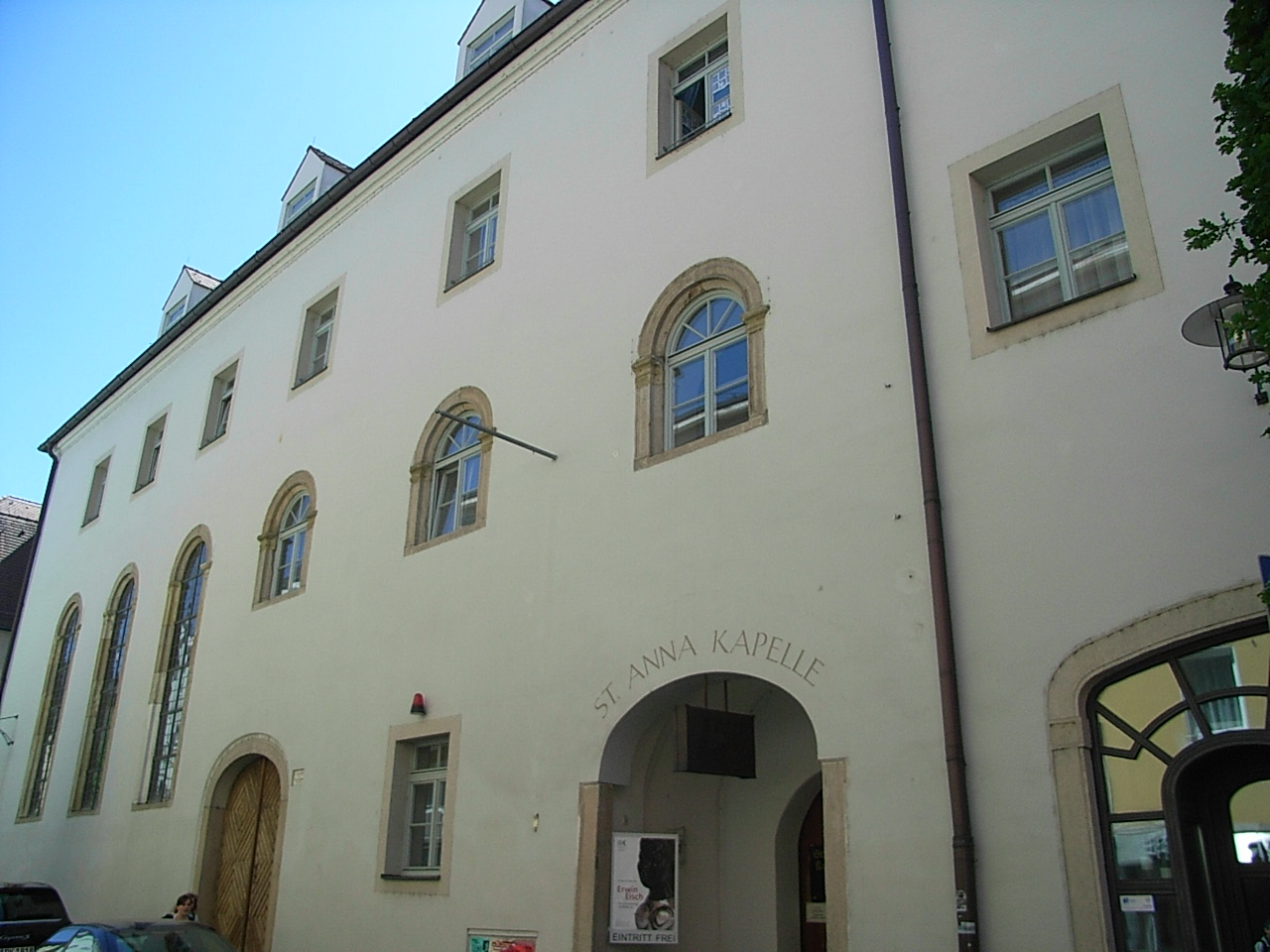
Das Gebäude des ehemaligen Franziskanerklosters

Das Franziskanerkloster Passau  ist ein ehemaliges Kloster der Franziskaner-Observanten in der Altstadt von Passau in Bayern in der Diözese Passau.

## Geschichte
Das St. Anna gewidmete Kloster wurde 1564 durch Urban von Trennbach, Fürstbischof von Passau gegründet. Es wurde 1803 im Zuge der Säkularisation aufgelöst. Es gehörte anfangs zur Bayerischen Kustodie der Oberdeutschen (Straßburger) Ordensprovinz Argentina, nach Abspaltung der Kustodie von der Straßburger Provinz ab 1625 zur daraus entstandenen Bayerischen Franziskanerprovinz.

## Gebäude
Der 1587–88 von Giovanni Spazzo dem Jüngeren errichtete Klosterkomplex an der Heiliggeistgasse blieb in seinem baulichen Bestand erhalten. 
Seit 1857 wurde die Stiftsschänke der Heiliggeist-Stiftung, in der stiftseigene Weine aus der Wachau ausgeschenkt werden, vom damaligen Krankenhaus an ihren heutigen Standort im ehemaligen Kloster verlegt. Seit 1978 wird ein Teil des Klostergebäudes durch den Orden der Maristenpatres genutzt; dort ist unter anderem auch die von den Maristen mit betreute Telefonseelsorge untergebracht.
Die dortige heutige Votivkirche geht auf die 1619 erbaute Klosterkirche zurück. Nach der Säkularisation wurde sie zunächst als Magazin genutzt, der Hochaltar wurde abgebaut und 1823 in der Pfarrkirche „Hl. Dreifaltigkeit“ in Grainet wieder aufgestellt. Von 1857 bis 1864 mit starken Eingriffen in den alten baulichen Bestand im romanisierenden Stil restauriert. 1963 bis 1965 wurde sie wegen einer Straßenverbreiterung von Hans Döllgast verkürzt. Bemerkenswert der Renaissance-Kreuzgang.
Die St.-Anna-Kapelle mit einem Netzrippengewölbe wurde 1588 von Leonard Uttner erbaut. Im Inneren ist sie verziert mit Renaissancefresken von 1590. Heute dient sie als Ausstellungsraum des Kunstvereins Passau.